# Józef Ojrzyński
Józef Jan Ojrzyński, także Oyrzyński-Lubicz (ur. 18 kwietnia 1889 w Warszawie, zm. wiosną 1940 w Charkowie) – major saperów Wojska Polskiego, działacz niepodległościowy, inżynier, ofiara zbrodni katyńskiej.

## Życiorys
Urodził się 18 kwietnia 1889 w Warszawie, ówczesnej stolicy Królestwa Polskiego jako syn Antoniego i Bronisławy z Karpińskich. W 1913 ukończył Instytut Elektrotechniczny w Tuluzie i uzyskał dyplom inżyniera elektryka.
W czasie I wojny światowej walczył w szeregach armii rosyjskiej. W 1918 został przyjęty do Wojska Polskiego. Służył w Dowództwie Twierdzy Dęblin, a w czasie wojny z bolszewikami walczył w szeregach XV batalionu saperów. 
Po zakończeniu działań wojennych pozostał w wojsku jako oficer zawodowy i pełnił służbę na stanowisku dowódcy XXX batalionu saperów w Brześciu. 3 maja 1922 został zweryfikowany w stopniu kapitana ze starszeństwem od 1 czerwca 1919 i 39. lokatą w korpusie oficerów inżynierii i saperów. 31 marca 1924 prezydent RP nadał mu stopień majora ze starszeństwem z dnia 1 lipca 1923 i 14. lokatą w korpusie oficerów inżynierii i saperów. We wrześniu 1924, po ukończeniu siedmiomiesięcznego Kursu doszkolenia oficerów saperów w Kościuszkowskim Obozie Szkolnym Saperów, został przeniesiony do 10 pułku saperów w Przemyślu na stanowisko dowódcy XXII batalionu saperów. W marcu 1925 został przydzielony do Departamentu V Wojsk Technicznych Ministerstwa Spraw Wojskowych na stanowisko kierownika referatu Wydziału Zaopatrzenia. W 1928 służył w Centralnej Składnicy Inżynierii. W kwietniu 1929 został zatwierdzony na stanowisku zastępcy kierownika Wojskowego Zakłdu Zaopatrzenia Inżynierii w Warszawie (później Kierownictwa Zaopatrzenia Technicznego). Z dniem 1 grudnia 1934 został przeniesiony do Dowództwa Saperów na stanowisko pełniącego obowiązki II zastępcy dowódcy. Z dniem 31 sierpnia 1935 został przeniesiony w stan spoczynku z przydziałem do Oficerskiej Kadry Okręgowej Nr I. Mieszkał w Warszawie przy ul. Stalowej 62.
W nieznanych okolicznościach, po agresji ZSRR na Polskę (17 września 1939), dostał się do sowieckiej niewoli i został osadzony w obozie w Starobielsku. Wiosną 1940 został zamordowany przez funkcjonariuszy NKWD w Charkowie i pogrzebany w bezimiennej, zbiorowej mogile w Piatichatkach, gdzie od 17 czerwca 2000 mieści się oficjalnie Cmentarz Ofiar Totalitaryzmu w Charkowie. Figuruje na tzw. liście Gajdideja (poz. 2441).
5 października 2007 minister obrony narodowej Aleksander Szczygło mianował go pośmiertnie na stopień podpułkownika. Awans został ogłoszony 9 listopada 2007 w Warszawie, w trakcie uroczystości „Katyń Pamiętamy – Uczcijmy Pamięć Bohaterów”.

## Ordery i odznaczenia
- Krzyż Niepodległości – 29 grudnia 1933 „za pracę w dziele odzyskania niepodległości”[23][3][24][25]
- Krzyż Walecznych po raz pierwszy[26][27]